# Moriondo Torinese
 Moriondo Torinese  (piemontiul: Moriond) egy olasz község Torino megyében, Piemontban. 

## Elhelyezkedése

Moriondo Torinese község Torino megye térképén

Moriondo Torino és Asti megyék határán helyezkedik el. A vele határos települések: Buttigliera d'Asti (Asti megye), Castelnuovo Don Bosco (Asti megye), Mombello di Torino, Moncucco Torinese (Asti megye), és Riva presso Chieri.

## Látványosságok
Moriondo kastélya a 11. században épült védelmi célból. Uralja a település látképét. Egykoron tulajdonosa Virginio Bruni Tedeschi volt, aki Carla Bruni nagyapja.